# Casa-fàbrica Valentí
La casa-fàbrica Valentí era un conjunt de dos edificis situats al carrer de la Riereta, 24-24 bis del Raval de Barcelona, del que només es conserva el primer. Com que no està catalogat, li correspon la categoria D (bé d'interès documental), atorgada per defecte a tots els edificis del districte de Ciutat Vella.

## Història
El 1798, el fabricant de pintats (indianes) Josep Valentí i Martí es va casar amb Ignàsia Colom i Tarrés, filla del comerciant Gabriel Colom i Llansó i de Margarida Tarrés. L'any anterior, la seva germana Tecla s'havia casat amb el també fabricant d'indianes Salvador Bonaplata i Corriol, i el 1826, es van casar els cosins Josep Valentí i Colom i Teresa Bonaplata i Valentí (1807-1862).
El 1831, Valentí va adquirir en emfiteusi al botiguer Joan Bas i Vilaret un terreny al carrer de la Riereta, on va fer construir una casa-fàbrica de dos cossos, un de planta baixa i tres pisos (actual núm. 24) i una altra de planta baixa (núm. 24 bis) segons el projecte del mestre d'obres Jaume Jambrú. Tanmateix, va morir el 1833 i els seus fill i vídua continuaren les obres. Aquell mateix any, Josep Valentí i Colom va demanar permís per a remuntar dos pisos al cos de planta baixa, així com convertir en finestres dos portals de la planta baixa, segons el projecte del mateix Jambrú. El 1839, Valentí va sol·licitar permís per a instal·lar una màquina de vapor de 10 CV a la seva filatura de cotó, segons els plànols del mestre d'obres Antoni Jambrú, germà de Jaume. El 1840, juntament amb els germans Batlló, Andreu Balius i Pere Terrés, va demanar el subministrament de la ploma d'aigua de la mina de Montcada que havia adquirit des del repartidor del carrer de la Riereta.
El 1842, la societat Valentí, Heriz i Cia, formada per Antonio Maria de Heriz, Josep Valentí, Jacint Ratés, Joan Dotres i Josep Vilardaga i amb un capital de 27.700 lliures, hi va fer instal·lar una màquina de vapor de 16 CV procedent de la casa Alexander de París. L'empresa va ser liquidada el 1847, i va vendre la maquinària i utensilis a Josep Valentí i Cia per 8.500 duros, a pagar en tres anys. A les «Estadístiques» del 1850 hi figurava la filatura de Marià Sirvent i Cia amb 6.960 fusos de mule-jennies i 155 treballadors. Segons la guia El Consultor del 1857, compartia les instal·lacions amb les filatures de Ramon Capella i Cia i Ramon Soler, les de teixits de Pere Plana i Cia i Bonifaci Felip, i la del perxer Joan Domènech. El 1859, Valentí va demanar permís per a construir-hi una xemeneia, i el 1863 hi havia la filatura de Ramon Capella i Cia, de trenyelles d'Oleguer Vilera, i la de teixits de Bernat Muntadas i Cañellas i Cia.
El 9 de febrer del 1870 es va produir un incendi en una de les «quadres», i Valentí va morir el 16 d'agost del mateix any. La fàbrica va passar aleshores a mans de Valentí Germans, que el 1871 van demanar permís per a instal·lar-hi un nou generador de vapor de 40 CV i la correspondent xemeneia, segons els plànols de l'enginyer Jaume de Castro. Al tombant del segle hi havia la fàbrica de mantes i moletons de Josep Lluelles.
El 1942 es va segregar la finca del núm. 24 bis, que acabà convertida en garatge.

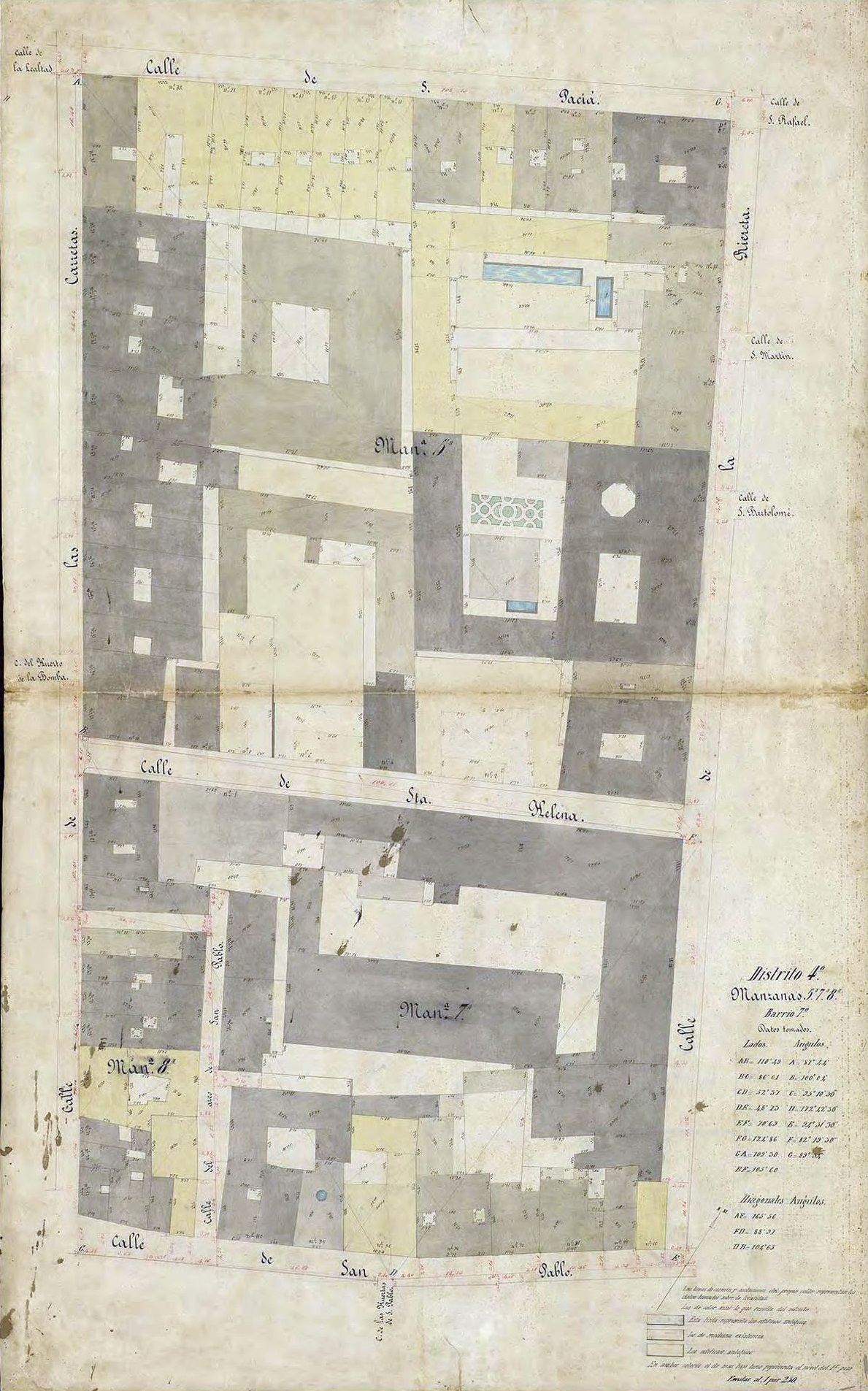
Quarteró núm. 106 de Garriga i Roca (c. 1860)